# Pyongyang (restaurant)
Pour les articles homonymes, voir Pyongyang (homonymie).

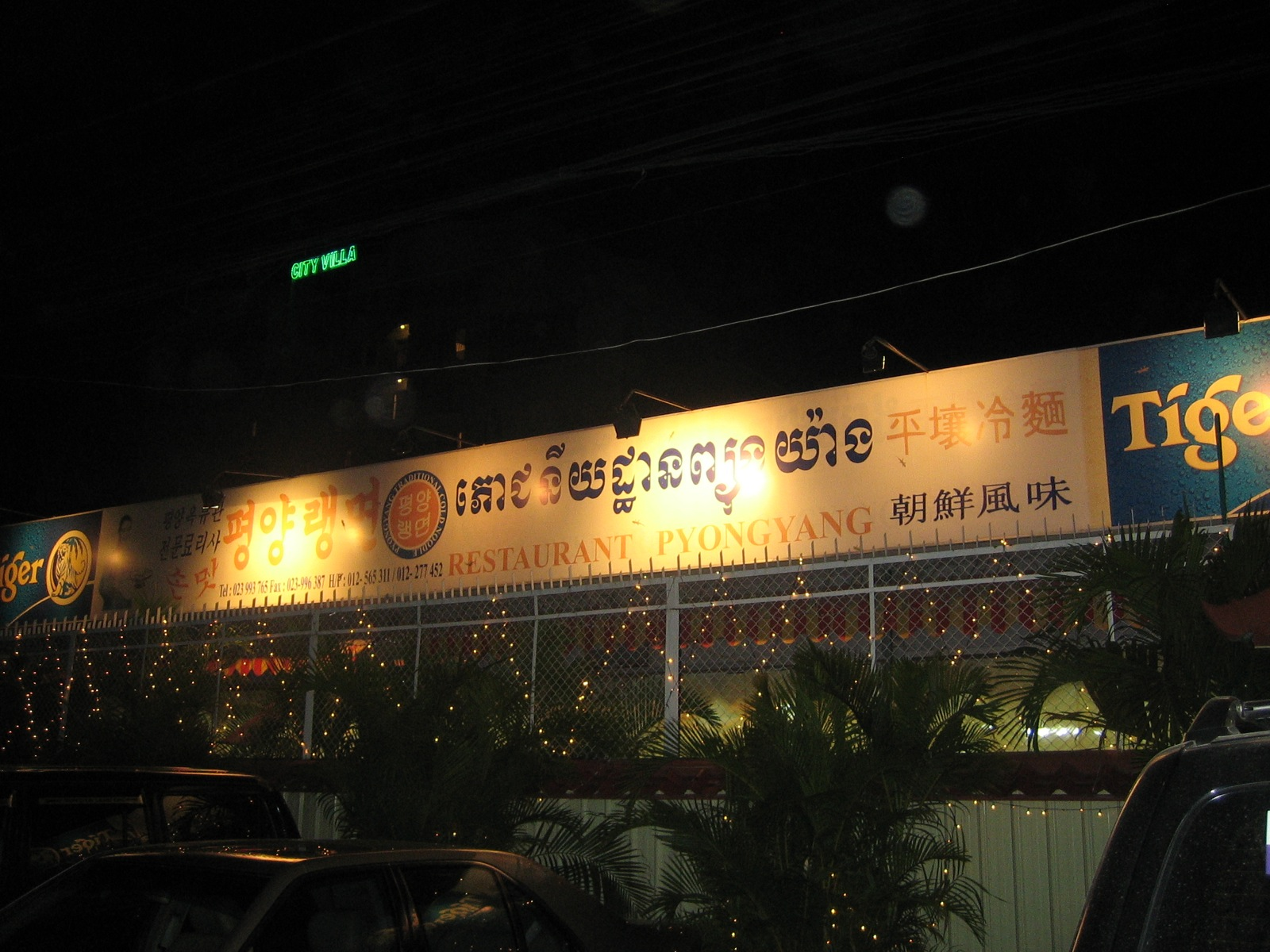
Restaurant Pyongyang à Phnom Penh (Cambodge)

Pyongyang est une chaîne de restaurants principalement présents en Asie et propriété de l'État nord-coréen. Pyongyang est le nom de la capitale de la Corée du Nord.

## Localisation
Les sites sont surtout présents en Chine, notamment dans les villes proches de la frontière sino-nord-coréenne, mais aussi à Pékin et à Shanghai. L'aire géographique de la chaîne s'est beaucoup étendue durant les années 2000. Aujourd'hui, la chaîne est présente en Indonésie, au Cambodge, au Viêt Nam, au Bangladesh, au Laos et en Malaisie. Il existait également des sites en Thaïlande (à Bangkok et à Pattaya) mais les restaurants ont fermé. En février 2012 est ouvert un restaurant à Amsterdam aux Pays-Bas avec des copropriétaires néerlandais. Le restaurant ferme 7 mois plus tard pour ouvrir à nouveau en décembre 2013.

## Service
Les restaurants proposent aux clients de la cuisine nord-coréenne. Le prix sont relativement élevés et sont affichés en dollars américains.